# Komenda
Komenda là một khu tự quản (tiếng Slovenia: občine, số ít – občina) trong vùng Osrednjeslovenska của Slovenia. Komenda có diện tích 24.1 km2, dân số là theo điều tra ngày 31 tháng 3 năm 2002 là 4451 người. Thủ phủ khu tự quản Komenda đóng tại Komenda.